# Blaine Ridge-Davis
Blaine Ridge-Davis (* 7. Mai 1999 in London) ist eine britische Radsportlerin, die BMX-Rennen und Kurzzeitwettbewerbe auf der Bahn bestreitet.

## Sportlicher Werdegang
Blaine Ridge-Davis begann ihre Radsportlaufbahn als BMX-Fahrerin: 2017 wurde sie als erste Britin Junioren-Europameisterin in der Disziplin „Race“. Anschließend legte sie ihren Fokus auf den Bahnradsport.
2019 errang Ridge-Davis bei den U23-Europameisterschaften in Gent gemeinsam mit Millicent Tanner die Bronzemedaille im Teamsprint, und sie wurde mit Shanaze Reade erstmals britische Meisterin in dieser Disziplin. Bei den Europameisterschaften 2020 in Plowdiw wurde sie mit Tanner und Lusia Steele Zweite, ebenfalls bei den U23-Europameisterschaften 2021 (mit Lauren Bell und Emma Finucane).
Bei den Bahnweltmeisterschaften 2021 gewann sie im Teamsprint mit Sophie Capewell, Millicent Tanner und Lauren Bate Bronze.

## Erfolge

### Bahn
2019
- U23-Europameisterschaft – Teamsprint (mit Millicent Tanner)
- Britische Meisterin – Teamsprint (mit Shanaze Reade)

2020
- Europameisterschaft – Teamsprint (mit Millicent Tanner und Lusia Steele)
- Britische Meisterin – Teamsprint (mit Millicent Tanner)

2021
- U23-Europameisterschaft – Teamsprint (mit Lauren Bell  und Emma Finucane)
- Weltmeisterschaft – Teamsprint (mit Sophie Capewell, Millicent Tanner und Lauren Bate)

### BMX
2017
- Junioren-Europameisterschaften – Rennen